# Ermita del Calvario (Adzaneta)
La ermita del Calvario de Adzaneta, en la comarca del Alto Maestrazgo, provincia de Castellón, es un edificio religioso ubicadoen la calle homónima, a las afueras del municipio.
Está reconocida como Bien de Relevancia Local según la Disposición Adicional Quinta de la Ley 5/2007, de 9 de febrero, de la Generalidad Valenciana, de modificación de la Ley 4/1998, de 11 de junio, del Patrimonio Cultural Valenciano (DOCV Núm. 5.449 / 13/02/2007), presentando como código identificador el 12.04.001-007.

## Descripción histórico-artística
La ermita se ubica en el calvario, a la salida del municipio, donde se sitúan las catorce estaciones del Vía Crucis, representadas en retablos cerámicos, que son todavía los originales.
La ermita es una sencilla construcción neogótica. Presenta una fachada principal asimétrica, con una abertura única en el centro en forma de arco apuntado, y se pueden observar a ambos lados sendas columnas rematadas el chapiteles puntiagudos.
Poca cosa destacable en su interior, salvo las imágenes modernas  del Cristo crucificado y de la Dolorosa.